# 鄭士琦

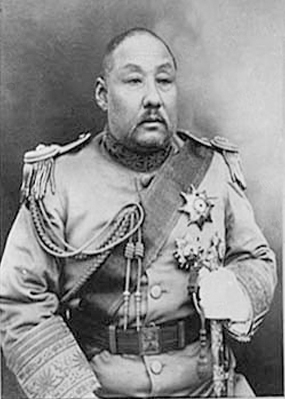
鄭士琦

鄭士琦（1873年—1935年），字雲卿，安徽省鳳陽府定遠縣人。清末民初軍人，屬于皖系。

## 生平
安徽陸軍随營学堂畢業後，歴任北洋第5鎮隊官、管帶。1913年，任陸軍第5師砲兵第5團團長。1914年8月，任第5師第10旅旅長。1919年5月，署陸軍第2師二等參謀官，後任第5師師長。
1923年1月，授濟威将軍。同年10月，任山東督軍（後改稱督理、督辦）。1925年，奉系張宗昌給鄭施加壓力，將鄭驅逐山東省外。同年4月，鄭任安徽督軍，但未就，8月下臺。以後寓居天津。1935年，病逝。終年62歲。
侄子为著名演员郑榕。